# Uroctea hashemitorum
Uroctea hashemitorum är en spindelart som beskrevs av Jan Bosselaers 1999. Uroctea hashemitorum ingår i släktet Uroctea och familjen Oecobiidae.
Artens utbredningsområde är Jordan. Inga underarter finns listade i Catalogue of Life.